# San Juan Bosco (Ecuador)
San Juan Bosco es una localidad en la provincia de Morona Santiago, cabecera del cantón homónimo. Recibe su nombre en honor al santo católico de origen italiano Juan Bosco, declarado padre, maestro y amigo de los jóvenes por el papa Juan Pablo II, y cuya obra se encuentra presente en todo el país a través de la congregación Salesiana que él mismo fundó.

## Antecedentes históricos
En el año de 1953, un grupo de personas provenientes de las parroquias Chordeleg y Remigio Crespo Toral, cantón Gualaceo, provincia del Azuay, llegaron a la zona en busca de una parcela, pasando a colonizar lo que hoy es el sector El Progreso.
En el mes de noviembre de 1954, el Señor P. Luis Carollo, con el afán de formar un centro, autorizó la parcelación de la parte más plana desde la confluencia de los ríos Cunguinza y Pan de Azúcar, hasta el río que se denominó Misión. Jurídica y administrativamente pertenecía en un inicio a la parroquia Indanza, luego a Pan de Azúcar.
El 11 de febrero de 1963 el Dr. Carlos Julio Arosemena Monroy, Presidente de la República, firmó el Registro Oficial declarando la creación de la parroquia San Juan Bosco. El 30 de junio de 1992, el presidente Dr. Rodrigo Borja, en el Registro Oficial, publica la Ley de Creación del Cantón San Juan Bosco.
Según el censo del 2001, San Juan Bosco tiene una población de 1.042 habitantes. La población ha comenzado a disminuir en un 6 por ciento ya que ha empezado a inmigrar a otras ciudades como Cuenca y países como Estados Unidos y España.
En el cantón de San Juan Bosco se ubican muchos lugares turísticos como:
el cerro Pan de Azúcar y numerosos recursos naturales con ríos y selvas vírgenes.
Altitud: 1 100 m s. n. m. (en el centro  cantonal)
Altura máxima: 3 800 m s. n. m. (en la cordillera Ayllón)
Altura mínima: 600 m s. n. m. (en el río Coangos)

Extensión: 1 138 km²

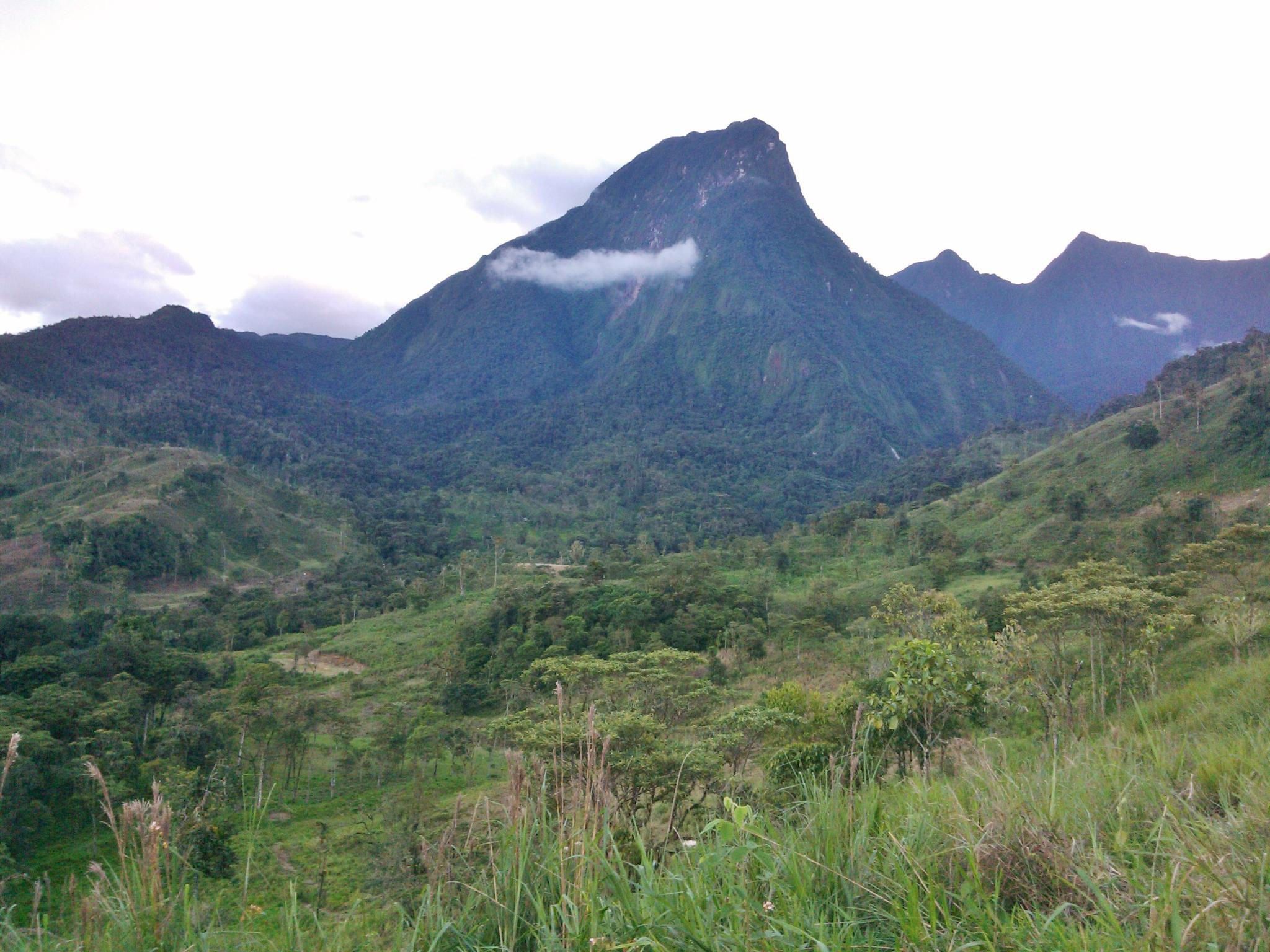
Cortesía de E. Campoverde.

## Límites
- Norte:  Cantón Limón Indanza
- Sur:	 Cantón Gualaquiza y República de Perú
- Este:	 República de Perú
- Oeste:	 Cantón Gualaceo y Cantón Sígsig de la provincia de Azuay.

## Clima
Tropical húmedo
Temperatura: 18–24 grados centígrados
Precipitación: 3.069 mm (promedio anual)

## División Política
El territorio se divide en 5 parroquias:
- Pan de Azúcar
- San Juan Bosco
- Santiago de Panaza
- San Jacinto de Wakambeis
- San Carlos de Limón.

Población:  
3 630 habitantes. (1784 hombres, 1846 mujeres)
El 16% de la población total es shuar (572 habitantes); de la cual, 242 viven en San Carlos de Limón.

## Hidrografía
El sistema hídrico del cantón pertenece a la cuenca del río Santiago (17,980 km²), cuyos principales drenajes atraviesan el cantón, conformando las microcuencas de los ríos Zamora y Coangos. 

## Orografía
Constituida por la presencia de montañas y un sistema complejo de cordilleras, identifica entre sus principales elevaciones:
- Cordillera El Cóndor que atraviesa el cantón  y llega a los 2,980 m s. n. m.
- Cerro Pan de Azúcar con una altura de 2,958 m s. n. m.
- Cordillera Ayllón que constituye el límite con la provincia del Azuay con 4,114 m s. n. m.
- Filo de Boliche en el límite con Gualaquiza.
- Cordillera San Juan Bosco a 3,050 m s. n. m.;  límite con el cantón Limón Indanza.
- Cordillera Siete Iglesias con una altura máxima de 3,699 m s. n. m.